# Modern Combat 4: Zero Hour
Modern Combat 4: Zero Hour es un videojuego de disparos en primera persona de 2012 desarrollado por Gameloft Montreal y publicado por Gameloft para teléfonos móviles, iOS, Android, Windows Phone 8, BlackBerry 10 y BlackBerry PlayBook. Es el cuarto juego de la serie Modern Combat y es una secuela de Modern Combat: Sandstorm de 2009, Modern Combat 2: Black Pegasus de 2010 y Modern Combat 3: Fallen Nation de 2011. En 2014 se lanzó una secuela, Modern Combat 5: Blackout.
La versión para iOS de Zero Hour es compatible con iPhone 5. Gameloft lanzó un teaser de la campaña de juego el 25 de septiembre de 2012, junto con un nuevo sitio web de "Modern Combat". El teaser mostraba gráficos de alta definición, pero con algunas mejoras gráficas con respecto a sus predecesores, como sombras en tiempo real. Otras mejoras incluyen más opciones de "apoyo militar", una jugabilidad más táctica y una programación de campaña más avanzada. El juego está ambientado en un año distópico 2037, donde la SGS, una fuerza armada encubierta, domina el mundo y lucha contra la Unidad Fantasma.

## Jugabilidad
La jugabilidad básica de Zero Hour es similar a la de los tres juegos anteriores de la serie, y también similar a la de los juegos de Call of Duty. Sin embargo, Zero Hour se deriva más de Call of Duty: Black Ops II y Call of Duty: Black Ops que de la serie Modern Warfare (Call of Duty 4: Modern Warfare, Call of Duty: Modern Warfare 2 y Call of Duty: Modern Warfare 3), en la que se basaron los juegos anteriores de la serie. A diferencia de los juegos anteriores, los jugadores también controlan al antagonista Edward Page en algunos niveles seleccionados, así como asumen el papel de un operador de drones en un nivel. Los jugadores también controlan al Sargento Anderson en un nivel.
El juego se controla mediante botones virtuales en la pantalla; se utiliza un joystick virtual para el movimiento, mientras que la puntería se logra deslizando el dedo sobre la pantalla táctil. También se incluyen controles giroscópicos. El jugador también puede agacharse, lanzar granadas, usar las miras de hierro de sus armas, recargar, cambiar de arma, recoger armas diferentes, apuñalar enemigos, cubrir obstáculos y disparar usando botones e indicaciones en la pantalla táctil. Todos los controles se pueden personalizar desde el menú principal. La campaña para un jugador también incluye eventos de tiempo rápido.

### Multijugador
Al igual que los tres juegos anteriores, Zero Hour cuenta con un modo multijugador. Al igual que Fallen Nation, doce jugadores pueden participar en cualquier partida. El juego cuenta con varios mapas basados en niveles y áreas de la campaña para un jugador, con numerosos tipos de juego disponibles, como "Batalla a muerte", "Batalla en equipo" y "Capturar la bandera". Los jugadores pueden personalizar seis "clases" diferentes, con ranuras disponibles para armas principales, armas secundarias, accesorios para ambas, granadas, equipo y una ventaja. Se pueden comprar diferentes armas con el dinero que se gana al completar partidas y matar enemigos. A diferencia de otros juegos de la serie, el modo multijugador de Zero Hour ofrece la posibilidad de que los jugadores trepen obstáculos, una habilidad que anteriormente solo estaba disponible en el modo para un jugador.

## Trama
El juego comienza cuando el Teniente Walker (uno de los protagonistas de Modern Combat 3: Fallen Nation) da un discurso a sus compañeros de escuadrón a bordo de un barco de tropas, advirtiéndoles que la lucha que se avecina va a ser extremadamente difícil. Los barcos llegan a una playa en Hawái, y el jugador toma el control del Cabo Joel Blake mientras lucha por abrirse camino hasta una fortaleza para rescatar a un grupo de políticos que asistían a una cumbre de paz, que fue bautizada como la Conferencia C3 (Consorcio Monetario Centralizado). Entre los rehenes se encuentra el Presidente de los EE. UU., se encuentran con el Teniente Downs (un importante PNJ en Black Pegasus y Fallen Nation) y asaltan la fortaleza, el equipo descubre que la seguridad contratada para la cumbre, una empresa militar privada llamada Saunders Global Security, son de hecho los responsables del ataque y la situación de los rehenes.
El juego cambia entonces a la perspectiva de Edward Page (un antagonista secundario en Fallen Nation) dos días antes de la invasión de Hawái. Un ex Boina Verde de las Fuerzas Especiales (Ejército de los Estados Unidos), ahora se ha vuelto contra los EE. UU. y ha jurado destruir el país y socavar sus ideologías políticas. Acompañado por otro ex Boina Verde y director ejecutivo de Saunders Global Security, Everett Saunders, Page se infiltra en el edificio de Investigaciones de Crímenes de Guerra en Seattle y lo destruye. Mientras tanto, el Sargento Anderson (uno de los protagonistas de Black Pegasus y un importante personaje no jugador en Fallen Nation), ahora parte de los Operativos de AFTER (Americas First Tactical Emergency Response) se abre paso a través de las calles devastadas de Seattle hacia el edificio WCI solo para descubrir que la destrucción del edificio fue una distracción, para que Page pudiera secuestrar al Presidente de los EE. UU. en Hawái.
Después de que la misión en Hawái no logra rescatar al Presidente, Intel confirma que Saunders está en algún lugar de la ciudad de Barcelona, por lo que Walker, Blake y Downs son enviados a encontrarlo y extraer información sobre dónde Page puede haber llevado al Presidente. Finalmente localizan a Saunders, pero después de una larga persecución aparentemente es asesinado, no antes de que le proporcione a Blake un disco duro que contiene información sobre Page. Durante la misión, se revela que Page ha iniciado un grupo terrorista llamado Unified Citizens y está utilizando SGS como protección.
Basándose en la información del disco, el equipo es enviado a Sudáfrica, donde se ha descubierto que Page estaba utilizando la base SGS como cobertura. Poco después de atacar la base, Blake es noqueado de su helicóptero y obligado a abrirse paso a través de la base solo. Rescata al Presidente y luego se reúne con Walker y Downs. El Presidente da información que indica que Page se encuentra en una base en la Antártida.
El equipo, junto con Anderson (que se "ofreció como voluntario" para la operación), es enviado y descubre que Page planea disparar una arma biológica llamada H5N1 capaz de matar a unos 4 mil millones de personas, en un esfuerzo por "reiniciar" la raza humana. A Anderson y Blake se les ordena esperar a que llegue un escuadrón de materiales peligrosos, pero Anderson desobedece las órdenes y comienza a colocar bombas en los botes de armas biológicas. Sin embargo, Page lo ataca y lo apuñala mientras coloca las bombas. Antes de morir, Anderson le dice a Blake (que estaba atrapado fuera de la sala de armas biológicas por Anderson) que detone las bombas. Blake lo hace, y la explosión mata a Anderson e incapacita a Page.
Cuando Page recupera la conciencia, descubre que los soldados estadounidenses están irrumpiendo en la base y colocando bombas en los botes de armas biológicas. Al darse cuenta de que está derrotado, un enfurecido Page se abre paso a través de la base y ataca a Downs y Walker, disparándole a Downs en el brazo y luchando cuerpo a cuerpo con Walker. Page domina a Walker y está a punto de matarlo cuando Blake lo ataca por detrás, matándolo y salvando la vida de Walker. Walker, Blake y Downs huyen del edificio antes de que explote.
En una escena poscréditos, se revela que Saunders está vivo. Afirma que estuvo utilizando a Page todo el tiempo y que ya ha puesto en marcha la primera parte de un ataque terrorista propio, afirmando que pronto Estados Unidos "sabrá el verdadero significado del terror".

## Armas
Mientras que Sandstorm presentaba siete armas y Black Pegasus quince, Zero Hour presenta veintiuna, al igual que Fallen Nation, además de cuchillos arrojadizos, granadas, diferentes equipos y varias "ventajas". Las armas también pueden equiparse con numerosos accesorios como miras de punto rojo, silenciadores y cargadores extra grandes.
A diferencia de Sandstorm y Black Pegasus, que presentaban predominantemente armamento del mundo real, las armas en Zero Hour siguen a las de Fallen Nation en la medida en que son ficticias, pero basadas en contrapartes del mundo real.
Las armas incluyen una Black Mamba (basada en el Chiappa Rhino), una Charbtek VECT9 (M4A1), una Charbtek-28 (M27), una CTK-88 Crumplor (AT4), una E24 SASR (Remington Semi Automatic Sniper System), una Compakt 665 (SIG556), una Kolbászky S-40 GL (Brügger & Thomet GL-06), una SOCAR-S A1 (CZ-805 BREN), una Tygr X3 (CZ Scorpion Evo 3 A1), una Viny Pro (Uzi), una Volkhov-12 (Saiga-12) y una X6 .338 (Rifle de francotirador mejorado XM2010), un KR200 (AK47), un Schoc 33 (Glock 18).

## Recepción
Aunque la versión iOS recibió críticas "favorables" según el sitio web review gregator Metacritic, dichas críticas tendían a dar la sensación de que la serie Modern Combat se había estancado un poco.
Justin Davis de IGN' dijo: "Al igual que la franquicia Call of Duty que imita, Modern Combat 4 a veces puede parecer más una serie de batallas desconectadas y sin alma en lugar de una experiencia de FPS cohesiva. La campaña de 13 misiones y 4 horas parece diseñada por casillas de verificación. ¿Misión de dron no tripulado? Listo. ¿Segmento de francotirador? Listo. ¿Un suceso artificial te separa de tu escuadrón? Listo listo list [...] Este es el primer título de Modern Combat que no es una mejora clara con respecto a su predecesor". Sin embargo, concluyó diciendo que "Modern Combat 4 puede ser un pequeño paso atrás, pero sigue siendo una aventura impresionante y llena de acción. En sus mejores momentos, el juego ofrece momentos reales de intenso juego de armas".  Carter Dobson de 148Apps escribió: "Realmente, lo que hace Modern Combat 4 es que no es un juego original. Sus influencias son claras. Pero Gameloft sabe cómo hacer un juego con altos valores de producción, que pierde poco debido a la transición. Nunca voy a esperar que estos juegos tengan controles perfectos porque es prácticamente imposible dado que solo se puede usar una pantalla táctil. Pero para aquellos que quieren sentarse en Starbucks y pwn algunos novatos en lugar de hacerlo desde su sofá, bueno, es por eso que existen estos juegos. Y a medida que la tecnología mejora, se parecen más a sus inspiraciones". Harry Slater de Pocket Gamer' criticó varios aspectos, diciendo: "El ritmo pobre, la IA desconcertante y los puntos de control extraños se suman a la sensación de que el juego necesitaba un poco más de tiempo de desarrollo, y una serie de fallos y errores consolidan ese hecho [...] El modo multijugador se siente un poco más ajustado, pero los errores que plagan el modo de un jugador permanecen en su lugar". Se hizo eco de IGN al afirmar, "Modern Combat 4: Zero Hour no es un paso adelante para la serie. De hecho, en muchos casos, es un paso atrás, con errores y fallos que convierten el entretenimiento en frustración. Pero, y este es un gran pero, realmente no hay nada parecido en este momento". 
Chris Reed de Slide To Play' fue más positivo, escribiendo, "Modern Combat 4: Zero Hour es otra sólida incorporación a la franquicia de FPS para dispositivos móviles. Cuenta con una extensa campaña para un jugador, contenido multijugador de primer nivel y suficientes cambios y ajustes para convertirlo en una compra digna incluso para las personas que jugaron el modelo del año pasado". Eric Ford de TouchArcade sintió que el modo para un jugador del juego no logró avanzar en comparación con los otros de la serie, diciendo que "fuera de las mejoras visuales, Zero Hour realmente no ha cambiado mucho en lo que respecta a la campaña para un jugador. Claro, hay una nueva aventura con diferentes lugares a los que ir y gente a la que matar, pero todo ya se ha hecho en este punto". Nigel Wood de TouchGen quedó impresionado, argumentando que la capacidad de jugar algunos niveles como antagonista era una idea bien implementada y diciendo: "Me gustó particularmente una instancia en la que, como Page, presencias a tres fuerzas especiales haciendo rappel en tu complejo y debes abrirte camino hacia la ruta de escape con el presidente capturado, todo mientras eliminas a otras fuerzas especiales. Una vez que se completa el nivel, te conviertes en uno de los chicos de las fuerzas especiales que hacen rappel y debes perseguir al mismo Page con el que estabas jugando, para intentar salvar al presidente. Es un buen toque a los procedimientos lineales habituales". También le impresionaron los gráficos y dijo: "Es fácilmente el FPS más atractivo en iOS, sin importar en qué dispositivo lo juegues. Desde la interfaz bien diseñada y fácil de usar hasta los entornos grandes y altamente detallados, es un verdadero placer para la vista".